# Traktat paryski (1259)
Traktat paryski został zawarty 4 grudnia 1259 roku pomiędzy królem Anglii Henrykiem III i królem Francji Ludwikiem IX i oddawał formalnie pod władzę Francji Normandię, Maine, Andegawenię i Poitou utracone za rządów Jana bez Ziemi. Monarcha angielski zachował prawa do Gaskonii i części Akwitanii, jednak jako wasal Ludwika, który zobowiązał się wycofać pomoc dla buntu możnych.